# الغول (مسلسل)
الغول مسلسل درامي بوليسي مغربي من ثلاثين حلقة عرض على قناة ميدي1 تي في شهر يونيو 2016 , المسلسل من كتابة رضى علالي وجواد الحلو وإخراج جون لوك هيربولو وعلاء أكعبون والمهدي عزام، الإدارة الفنية للمخرج سعيد س.الناصري

## القصة
تتقاطع في مسلسل «الغول» قصتان تبدوان متباعدتين، لكنهما تتلاحقان وتُنوعان المحتوى الدرامي. وهما بالأحرى وفي حقيقة الأمر وقائع بحثين تحريين. الأول عن عائلة تبحث عن ابنة لها اختفت في ظروف غريبة. والثاني عن سر وجود جثث مجموعة من المهاجرين السريين من أفريقيا جنوب الصحراء في حفرة في غابة بالقرب من مدينة مراكش. وطبعاً وراء ذلك كما هو منتظر أفراد منظمة إجرامية تتاجر بالبشر وأعضائهم لبيعها.
الحلقات الثلاثون التي أنتجتها قناة «ميدي 1 تي في»، والتي تدوم كل حلقة منها قرابة نصف ساعة، وضعت المشاهد في أجواء لا تغادر لونها الرمادي إلا نادراً مُكثفة من صدى التشويق المعتمد على المفاجآت وصدم العين بما يرعب وينتج الرهبة، وبالحركات الرياضية والبهلوانية المثيرة. وهو ما يجعل البحث المزدوج، عن الفتاة وعن المجرمين، يعوم في منحى تشويقي يتعمد خلق الإبهام والمطبات. وعلى رغم أن جل المشاهد المقدمة مطروقة ومعروفة لكونها مشابهة لما يعرفه النوع البوليسي، فذلك لا ينقص من الرغبة في المتابعة. فـ «أسعد بواب» بطل السلسلة والأخ الأكبر للفتاة المختفية عن الأنظار يمنح التوابل الضرورية للتماهي مع خوفه وحيرته وبخاصة مع تصميمه على العثور عليها مهما تطلب ذلك. لقد قدم كشخصية رابطة منحوتة من ريبرتوار الأبطال البوليسيين بزيه الأسود الداكن ودراجته النارية الضخمة ووجهه المعبر قدر المستطاع وحركاته المتأنية ودفاعه المستميت.
بموازاة ذلك، ينشر المسلسل وقائع التحري البوليسي المحض متبعاً قوانين البحث ومساطرها بدءاً من مكتب العميد ومروراً بالمشرحة ووصولاً إلى المطاردة المعقدة والملتوية مع رسم واضح للمسار والمشاعر المتواترة بين نزوعات الخير ونزوعات الشر الذي ينهزم بالطبع. والحق أن السلسلة تُشاهد بنوع من التسامح الضروري، لأن التقليد الذي تحدثنا عنه في البداية يُثقل أحياناً على المشاهدة. لكن التجربة في حد ذاتها مطلوبة. وفي هذا الإطار حاول منتج السلسلة وصاحبها المخرج السينمائي سعيد س. الناصري تعويض هذه المماثلة بتعمد خلق موسيقى تصويرية شبابية مغربية من إبداع الـموسيقي فان ومغني الراب مسلم، ومن بطولة أسماء أثبتت علو كعبها في مثل هذه الحالات الفنية، مثل الفرنسي من أصل جزائري موسى معسكرين المعروف بأدوار في هذه المسلسلات في فرنسا، والممثلة الشابة سارة برليس، والممثل المخضرم .إسماعيل أبو القناطر
واعتمد المخرج سيناريو لكاتبين مكرسين، بمساعدة ثلاثة مخرجين في الإخراج. هذا بالإضافة إلى متعاونين مختصين في الحركات الخاصة. النتيجة: مسلسل يود تحقيق سبق ومنافحة الإنتاج العالمي.